# Koinobori

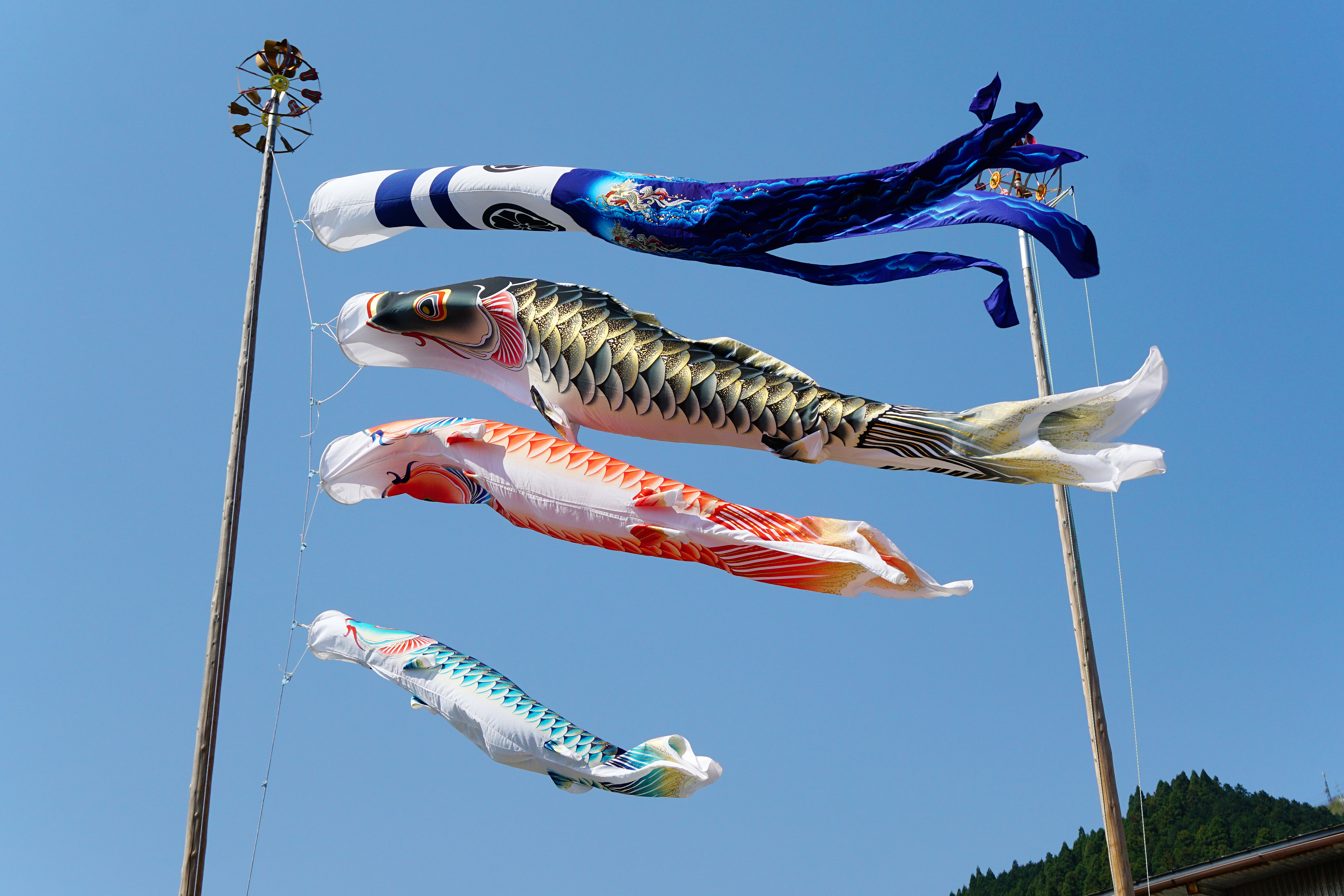
Koinobori.

Las banderas koinobori (鯉幟?) o Satsuki-nobori (皐幟, さつきのぼり?) son banderas tradicionales japonesas con forma de carpa que se izan en los días especiales de los niños (como el Kodomo no hi). Tradicionalmente los japoneses asocian la carpa con los niños debido a la fuerza que realizan éstas al nadar contra la corriente en los ríos.
El día de los niños tiene lugar del 3 al 5 de mayo y todos los edificios son decorados con koinobori desde abril o principios de mayo en honor de los hijos y con la esperanza de que crezcan fuertes y saludables. Los tamaños de estas banderas varían de unas pocas pulgadas a algunos metros de largo.

## Descripción
El típico conjunto de koinobori incluye, desde arriba hacia abajo del mástil, un par de ruedas con puntas de flecha (矢車 yaguruma?), una paleta en forma esférica, una manga de viento con forma de dragón volador (飛龍吹流し hiryū fukinagashi?), un koinobori negro y uno rojo. Si hay niños en la familia se agregan un koinobori azul, luego uno verde y después, dependiendo de la región, se agregan otros de color púrpura o anaranjado. En algunos casos el koinobori' rojo se cambia por uno rosa. Estos sets de mangas de viento se colocan sobre los techos de las casas en que tienen hijos, en los que el más grande (negro) representa al padre, el siguiente (rojo) a la madre y los siguientes a cada hijo, hasta el más pequeño que representa al hijo más joven.  
Estos koinobori pueden tener diferentes tamaños desde unos pocos centímetros hasta algunos metros de largo. En 1988 en Kazo (Saitama) se fabricó un koinobori de 100 metros de largo y que pesaba 350 kilogramos.

## Canción de losKoinobori
Existe una famosa canción sobre los Koinobori, que a menudo es entonada por los niños y sus familias:
| Japonés: 屋根より高い鯉幟 大きい真鯉はお父さん 小さい緋鯉は子供たち 面白そうに泳いでる | Romaji: Yane yori takai koi-nobori Ōkii magoi wa o-tō-san Chiisai higoi wa kodomo-tachi Omoshirosō ni oyoideru | Traducción: Más alto que los techos de las casas, están los koinobori La carpa más grande es el padre Las carpas más pequeñas son los hijos Ellas parece que lo pasan bien nadando. |  |

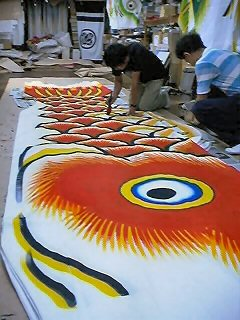
Fábrica en que se confeccionan koinobori a mano